# Jiří Hledík
Jiří Hledík est un footballeur tchécoslovaque né le 19 avril 1929 et décédé le 25 avril 2015. Il évoluait au poste de défenseur.

## Biographie
International, il reçoit 28 sélections en équipe de Tchécoslovaquie de 1953 à 1962. Il fait partie du groupe tchécoslovaque lors de la coupe du monde 1954. Lors du mondial, il joue un match contre l'Uruguay.

## Carrière
- 1949-1951 :  Slavoj Pardubice
- 1952-1954 :  Kridla Vlasti Olomouc
- 1955 :  UDA Prague
- 1956-1958 :  Sparta Prague
- 1958-1968 :  Spartak Hradec Králové